# Jun Bride
「Jun Bride」（ジュン・ブライド）は、MOSHIMOの楽曲。6作目のデジタル配信限定シングルとして2022年5月12日に各音楽配信サービスにてリリースされた。

## 概要
前作『心願成就』から約4か月ぶりの配信リリースとなる。
今作は、昨年結婚したMOSHIMOと親交が深いYouTuberの加藤純一の為にウェディングソングとして書き下ろした楽曲で、2022年3月12日にYouTubeやTwitchにて行われた彼の結婚式披露宴生配信にて初披露された。
結婚式披露宴の翌日にMOSHIMOのYouTubeチャンネルにて行われた生配信にて、ファンからの音源化の要望が多かったことから音源化が決定した。
2023年2月15日には、アーケードゲーム『太鼓の達人 ニジイロver.』に本楽曲が追加収録された。

### CD盤について
『オーイシ×加藤のピザラジオ』でのミュージックビデオ初公開後に、CD盤の受注生産限定での販売が発表され、Noisyの公式サイトより、購入が可能となった。
さらにCDの特典として、MOSHIMOのボーカル岩淵紗貴による番組『岩淵紗貴のイワラジ』オリジナルステッカーと、『オーイシ×加藤のピザラジオ』にゆかりのある埼玉県川口市の居酒屋「大衆鉄板 くりちゃん」の焼酎割ものドリンク一杯無料券が付属する。

## ミュージックビデオ
Jun Bride
監督：加藤マニ
加藤純一本人が出演しており、加藤のレギュラー番組である『オーイシ×加藤のピザラジオ』2022年5月11日放送回の番組内にて初公開された。

## 収録内容
| #         | タイトル      | 作詞・作曲         | 編曲           | 時間 |
| --------- | ------------- | ------------------ | -------------- | ---- |
| 1.        | 「Jun Bride」 | 岩淵紗貴・一瀬貴之 | 一瀬貴之・pw.a | 4:18 |
| 合計時間: | 合計時間:     | 合計時間:          | 合計時間:      | 4:18 |

| #         | タイトル                     | 作詞・作曲         | 編曲           | 時間 |
| --------- | ---------------------------- | ------------------ | -------------- | ---- |
| 1.        | 「Jun Bride」                | 岩淵紗貴・一瀬貴之 | 一瀬貴之・pw.a | 4:18 |
| 2.        | 「Jun Bride（instrumental)」 |                    |                | 4:18 |
| 合計時間: | 合計時間:                    | 合計時間:          | 合計時間:      | 8:36 |

## クレジット
MOSHIMO
岩淵紗貴（Vo.,Gt.）
一瀬貴之（Gt.）
汐碇真也（Ba.）
高島一航（Dr.）
レコーディング参加スタッフ
土岐彩香（Recording & Mixing Engineer）
HAZE / 大宮洋介（Drum Tech）
Noisy Staff
鳥山章剛（Artist Management）
関根未歩（A&R）
Special Thanks
加藤御夫妻
オーイシ×加藤のピザラジオ

## テレビ出演
| 番組名           | 日付         | 放送局     | 演奏曲    |
| ---------------- | ------------ | ---------- | --------- |
| プレミアMelodiX! | 2022年8月9日 | テレビ東京 | Jun Bride |